# Umělecké plavání na mistrovství Evropy v plaveckých sportech 1977
Závody v uměleckém (synchronizovaném) plavání na mistrovství Evropy v plaveckých sportech za rok 1977 proběhly v Jönköpingu, Švédsko ve dnech 14. až 21. srpna 1977.

## Československá stopa
Československo se soutěží v uměleckém plavání v roce 1977 neúčastnilo.

## Výsledky

### Individuální disciplíny
| Ženy | Zlato                   | Zlato   | Stříbro                  | Stříbro | Bronz                | Bronz   |
| ---- | ----------------------- | ------- | ------------------------ | ------- | -------------------- | ------- |
| Sólo | Jacqueline Coxová (GBR) | 157,630 | Marijke Engelenová (NED) | 143,320 | Renate Baurová (SUI) | 140,420 |

### Týmové disciplíny
| Ženy    | Zlato | Zlato   | Stříbro | Stříbro | Bronz | Bronz   |
| ------- | --- | ------- | --- | ------- | --- | ------- |
| Dvojice | Spojené království (GBR) (Jacqueline Coxová, Andrea Hollandová) | 153,910 | Nizozemsko (NED) (Helma Gluversová, Marijke Engelenová) | 144,240 | Švýcarsko (SUI) (Renate Baurová, Liselotte Meyerová)                                                                            | 140,590 |
| Tým     | Nizozemsko (NED) (Marijke Engelenová, Judith van den Bergová, Helma Gluversová, Catrien Eijkenová, Vera Verloopová, Lidia van Veenová, Mette de Jongová, Karin van Noortová) | 150,320 | Spojené království (GBR) (Jacqueline Coxová, Angelia Kenyonová, Andrea Hollandová, Anne Russellová, Kay Spencerová, Catherine Youngová, Jacinta Murrayová, Judy Garrettová) | 149,770 | Švýcarsko (SUI) (Renate Baurová, Liselotte Meyerová, Cornelia Blanková, Ines Gerberová, Maya Mastová, Caroline Sturzeneggerová) | 136,030 |

## Medailová bilance
V uměleckém plavání se rozdělily celkem 3 sady medailí.
| Pořadí | Stát                     |       | Muži    | Muži  | Muži  |         | Ženy  | Ženy  | Ženy    |       | Muži + Ženy | Muži + Ženy | Muži + Ženy | Celkem |
| Pořadí | Stát                     | Zlato | Stříbro | Bronz | Zlato | Stříbro | Bronz | Zlato | Stříbro | Bronz |             |             |             | Celkem |
| ------ | ------------------------ | ----- | ------- | ----- | ----- | ------- | ----- | ----- | ------- | ----- | ----------- | ----------- | ----------- | ------ |
| 1.     | Spojené království (GBR) |       | 0       | 0     | 0     |         | 2     | 1     | 0       |       | 2           | 1           | 0           | 3      |
| 2.     | Nizozemsko (NED)         |       | 0       | 0     | 0     |         | 1     | 2     | 0       |       | 1           | 2           | 0           | 3      |
| 3.     | Švýcarsko (SUI)          |       | 0       | 0     | 0     |         | 0     | 0     | 3       |       | 0           | 0           | 3           | 3      |
| Celkem | Celkem                   |       | 0       | 0     | 0     |         | 3     | 3     | 3       |       | 3           | 3           | 3           | 9      |